# Grupos de Acción Partisana
Los llamados Gruppi d'Azione Partigiana (GAP), también conocidos como Grupos de Acción Partisana - Ejército Popular de Liberación, fueron un grupo paramilitar y guerrillero italiano de extrema izquierda, marxista-leninista y guevarista, fundado y presidido por el editor Giangiacomo Feltrinelli. Su área de acción estaba en Milán, pero con sucursales en zonas de Génova y Turín, entre los años 1970 y 1972. El acrónimo GAP fue elegido para recordar a los Grupos de Acción Patriótica, una organización del PCI que colaboró con la Resistencia italiana de 1943 a 1945.
En realidad era el segundo grupo terrorista de la extrema izquierda italiana tras la Segunda Guerra Mundial. El primero fue el Grupo XXII de Octubre, con el que tenía ciertas conexiones y del que recuperó a algunos de sus integrantes una vez desintegrado.
La idea de Feltrinelli fue organizar un ejército de liberación nacional que hiciera referencia la etapa de la Resistencia italiana que, según él y otros exponentes de la izquierda comunista y extraparlamentaria, había sido traicionada tras el 25 de abril de 1945 por los dirigentes del PCI, organización encabezada por el entonces secretario general Palmiro Togliatti, que había cercenado cualquier intento de revolución comunista en Italia. Estas teorías habían sido enunciadas originalmente por el comandante Giovanni Pesce en el libro Sin tregua: la guerra de los GAP. Las tesis de Pesce se plasmaron luego en un libro escrito e impreso por el mismo Feltrinelli, titulado El cuaderno amarillo.

## Vínculos con otros grupos

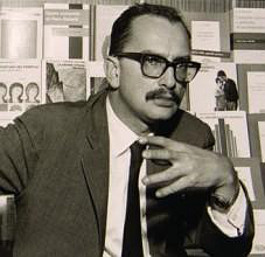
El fundador de los Grupos de Acción Partidista, el editor y ex partisano Giangiacomo Feltrinelli, nombre de guerra Osvaldo

Con la Unión Soviética como un punto de referencia obvio, el GAP se desmarcó de los llamados grupos de Autonomía Operaria, tratando de crear un frente común entre las diversas organizaciones extremistas a fin de crear el llamado Frente de Liberación Popular, al que inicialmente se unieron las Brigadas Rojas, una parte sustancial de Potere Operaio, especialmente entre los miembros de Lavoro Illegale, los jóvenes de Lotta Continua, una parte de Servire il Popolo y algunos miembros del Grupo XXII de Octubre.
El GAP inició su actividad en la primavera de 1970 y la concluyó el 14 de marzo de 1972, poco después de la desaparición del fundador Giangiacomo Feltrinelli ( encontrado sin vida cerca de una torre de alta tensión, donde quizás preparaba una acción de sabotaje en Segrate ).

## Acciones más importantes
- Algunas acciones demostrativas o de propaganda, incluida la interferencia de Radio Gap en las frecuencias de Rai-TV.
- Presunto atentado de sabotaje a un pilón en Segrate, en el que murió Feltrinelli, muerto por una bomba.